# 1re cérémonie des European Film Awards
La 1re cérémonie des prix du cinéma européen (1th European Film Awards), organisée par l'Académie européenne du cinéma, a eu lieu à Berlin-Ouest en 1988 et a récompensé les films réalisés dans l'année.

## Palmarès

### Meilleur film
Tu ne tueras point
- Au revoir les enfants
- La Forêt animée
- Pelle le Conquérant
- Iacob
- Distant Voices, Still Lives
- Les Ailes du désir

### Discovery of the Year
Femmes au bord de la crise de nerfs
- Un lundi trouble
- Domani, domani
- Le Jour de l'éclipse
- Le Passeur
- Damnation
- Reefer and the Model

### Meilleur acteur
Max von Sydow pour Pelle le Conquérant
- Alfredo Landa pour La Forêt animée
- Dorel Vișan (en) pour Iacob
- Udo Samel pour Mit meinen heißen Tränen (en)
- Klaus Maria Brandauer pour Hanussen

### Meilleure actrice
Carmen Maura pour Femmes au bord de la crise de nerfs
- Carol Moore (en) pour Reefer and the Model
- Ornella Muti pour Codice privato
- Tinna Gunnlaugsdóttir (en) pour L'Ombre du corbeau

### Meilleur réalisateur
Wim Wenders pour Les Ailes du désir
- Louis Malle pour Au revoir les enfants
- Terence Davies pour Distant Voices, Still Lives
- Manoel de Oliveira pour Les Cannibales
- Sergueï Paradjanov pour Achik Kérib, conte d'un poète amoureux

### Meilleur scénariste
Louis Malle pour Au revoir les enfants

### Lifetime Achievement Award
Ingmar Bergman et Marcello Mastroianni

### Prix du mérite
Richard Attenborough pour des réalisations spéciales.

### Prix Spécial du Jury
Bernardo Bertolucci pour les réalisations culturelles et économiques du film Le Dernier Empereur
Youri Khanon pour la musique du film Le Jour de l'éclipse (Dni zatmenia)